# Distretto di Khwaja Sabz Posh
Il distretto di Khwaja Sabz Posh è un distretto dell'Afghanistan appartenente alla provincia del Faryab. Viene stimata una popolazione di  49.400 abitanti (dato 2012-13).